# Taïga scandinave et russe
Localisation
La taïga scandinave et russe est une écorégion terrestre définie par le fonds mondial pour la nature (WWF). Elle fait partie du biome taïga dans l'écozone paléarctique. Elle occupe environ 2 156 900 km2, faisant d'elle la plus vaste écorégion d'Europe. Cette superficie est répartie entre la Norvège, la Suède, la Finlande et le nord de la Russie. Elle est bordée par la Toundra au nord et les forêts mixtes sarmatiques au sud.